# نای هفت‌بند
نی هفت بند یکی از سازهای بادی چوبی است که در ایران رواج دارد.

## صداها
این ساز قدمت طولانی دارد و صدای بسیار لطیف و دلنشین آن دو گونه است:
1. صدای بم که محزون و منحصر به فرد است و خود به دو بخش نرم و قوی تقسیم می گرددو حدود صوتی آن کمتر از یک اکتاو است.
2. صدای زیر که خود به سه بخش اوج، غیث و پس غیث تقسیم می‌گردد و حدود صوتی آن یک و نیم اکتاو است.

الیته برخی نوازندگان ماهر صدای بم نرم را نیز ایجاد می‌کنند

## خصوصیات
با توجه به طول نی کوک آن تغییر می‌کند و از این حیث حدود ۱۲ نوع نام‌گذاری برای نی داریم:
- نی دو - دو دیز - ر - ر دیز - می - فا -فا دیز - سل - سل دیز -لا- لا دیز -سی  که البته نی دو بلندترین آنهاست.البته به نی لا دیز سی بمل هم گفته میشود .
- نی دو کوک یعنی اینکه نت سل روی نی همفرکانس با نت دو در دیاپازون است.
- نی فا کوک یعنی اینکه نت سل روی نی همفرکانس با نت فا روی دیاپازون است.

نی دیاپازون نی سل کوک می‌باشد و این یعنی که نت سل آن هم فرکانس نت سل دیاپازون است.